# دهستان کوهستان (چالوس)
دهستان کوهستان، دهستانی  از توابع بخش مرزن آباد شهرستان چالوس در استان مازندران می باشد.
جمعیت این دهستان بر اساس سرشماری سال ۱۳۸۵ در حدود (۱۳۹۶ خانوار) و ۵۱۴۷ نفر است.